# (20860) 2000 VS34
2000 في أس 34 (ويعرف أيضًا باسم (20860) 2000 في أس 34 وفق تسمية الكوكب الصغير) (بالإنجليزية: 2000 VS34)‏ هو كويكب ضمن حزام الكويكبات؛ وترتيبه 20860 من حيث الاكتشاف.
اكتُشف هذا الجُرم الفلكي بواسطة بحث لنكولن عن الكويكبات القريبة من الأرض في 1 نوفمبر 2000.

## وصلات خارجية
- (20860) 2000 VS34 في قاعدة بيانات مختبر الدفع النفاث لأجرام النظام الشمسي الصغيرة

- الاكتشاف · مخطط المدار ·  العناصر المدارية · المعلمات المادية

- (20860) 2000 VS34 على موقع ويكي سكاي: DSS2, SDSS, GALEX, IRAS, Hydrogen α, X-Ray, Astrophoto, Sky Map, Articles and images